# Mellicta taurinorum
Mellicta taurinorum är en fjärilsart som beskrevs av Rocci 1932. Mellicta taurinorum ingår i släktet Mellicta och familjen praktfjärilar. Inga underarter finns listade i Catalogue of Life.